# Syndromodes
Syndromodes is een geslacht van vlinders van de familie spanners (Geometridae), uit de onderfamilie Geometrinae.

## Soorten
- S. cellulata Warren, 1898
- S. dimensa (Walker, 1861)
- S. invenusta (Wallengren, 1863)
- S. oedocnemis Prout, 1922
- S. prasinops Prout, 1930